# بایان-اول (گووی-آلتای)
بایان-اول (به لاتین: Bayan-Uul) یک منطقهٔ مسکونی در مغولستان است که در استان گاوی-آلتای واقع شده‌است. بایان-اول ۵٬۸۳۶ کیلومتر مربع مساحت دارد.